# Perrine Pelen
Perrine Pelen (* 3. Juli 1960 in Boulogne-Billancourt) ist eine ehemalige französische Skirennläuferin. Sie war eine der erfolgreichsten Athletinnen ab Ende der 1970er bis in die erste Hälfte der 1980er Jahre. Ihre Spezialdisziplinen waren Slalom und Riesenslalom, doch auch in den Kombinationswertungen war sie erfolgreich.

## Biografie
Bei großen Titelwettkämpfen gewann sie fünf Medaillen. Bei den Olympischen Spielen 1980 in Lake Placid gewann sie hinter Hanni Wenzel und Irene Epple die Bronzemedaille im Riesenslalom (mit einer Hundertstelsekunde Vorsprung auf ihre Teamkollegin Fabienne Serrat). Vier Jahre später in Sarajevo wurde sie hinter Paoletta Magoni Zweite im Slalom; im Riesenslalom kam sie auf Platz drei hinter den US-Amerikanerinnen Debbie Armstrong und Christin Cooper.
Auch bei Skiweltmeisterschaften war sie erfolgreich: Nach Rang 4 im Slalom 1978 am Gudiberg in Garmisch-Partenkirchen 1978, wurde sie 1982 in Schladming hinter Erika Hess Vizeweltmeisterin in der Kombination. Ihren größten Erfolg konnte sie in Santa Caterina bei den Weltmeisterschaften 1985 in Bormio mit dem Weltmeistertitel im Slalom feiern.
Im Skiweltcup gewann Pelen zwischen 1977 und 1984 fünfzehn Weltcuprennen, alles Slaloms. Ihre erfolgreichste Saison war 1979/80 mit vier Siegen; dies reichte auch für den Gewinn des Slalomweltcups. Von 1979 bis zu ihrem Karriereende 1986 wurde sie zehnmal französische Meisterin, davon siebenmal im Slalom und dreimal im Riesenslalom. Bei den nur zum Nationencup zählenden World Series of Skiing wurde sie Zweite im Slalom von Aprica am 30. November 1976, während sie am 1. Dezember 1977 den Riesenslalom in San Sicario gewann.
Perrine Pelen schloss 1988 ihr Studium an der HEC Paris ab.

## Erfolge

### Olympische Spiele
- Lake Placid 1980: 3. Riesenslalom (zählte zugleich als WM)
- Sarajevo 1984: 2. Slalom, 3. Riesenslalom

### Weltmeisterschaften
- Garmisch-Partenkirchen 1978: 4. Slalom, 8. Riesenslalom
- Schladming 1982: 2. Kombination
- Bormio 1985: 1. Slalom

### Weltcupwertungen
Perrine Pelen gewann einmal die Disziplinenwertung im Slalom.
| Saison  | Gesamt | Gesamt | Riesenslalom | Riesenslalom | Slalom | Slalom | Kombination | Kombination |
| Saison  | Platz  | Punkte | Platz        | Punkte       | Platz  | Punkte | Platz       | Punkte      |
| ------- | ------ | ------ | ------------ | ------------ | ------ | ------ | ----------- | ----------- |
| 1976/77 | 7.     | 132    | 12.          | 23           | 2.     | 98     | –           | –           |
| 1977/78 | 6.     | 96     | 11.          | 25           | 2.     | 105    | –           | –           |
| 1978/79 | 9.     | 100    | 13.          | 32           | 4.     | 82     | –           | –           |
| 1979/80 | 4.     | 192    | 2.           | 95           | 1.     | 120    | 14.         | 12          |
| 1980/81 | 6.     | 176    | 9.           | 60           | 3.     | 81     | 8.          | 35          |
| 1981/82 | 8.     | 125    | 6.           | 48           | 5.     | 67     | 14.         | 10          |
| 1982/83 | 16.    | 69     | 16.          | 24           | 11.    | 45     | –           | –           |
| 1983/84 | 10.    | 122    | 9.           | 51           | 3.     | 90     | –           | –           |
| 1984/85 | 12.    | 106    | 19.          | 29           | 3.     | 89     | –           | –           |
| 1985/86 | 13.    | 117    | 12.          | 30           | 3.     | 77     | 22.         | 10          |

### Weltcupsiege
Insgesamt errang Pelen 43 Podestplätze, davon 15 Siege:
| Datum             | Ort               | Land        | Disziplin |
| ----------------- | ----------------- | ----------- | --------- |
| 26. Januar 1977   | Crans-Montana     | Schweiz     | Slalom    |
| 28. Januar 1977   | Saint-Gervais     | Frankreich  | Slalom    |
| 5. März 1977      | Sun Valley        | USA         | Slalom    |
| 10. Dezember 1977 | Cervinia          | Italien     | Slalom    |
| 8. Februar 1977   | Saint-Gervais     | Frankreich  | Slalom    |
| 5. März 1978      | Stratton Mountain | USA         | Slalom    |
| 18. März 1979     | Furano            | Japan       | Slalom    |
| 9. Januar 1980    | Berchtesgaden     | Deutschland | Slalom    |
| 25. Januar 1980   | Saint-Gervais     | Frankreich  | Slalom    |
| 29. Februar 1980  | Waterville Valley | USA         | Slalom    |
| 8. März 1980      | Vysoké Tatry      | Slowakei    | Slalom    |
| 18. Dezember 1980 | Zauchensee        | Österreich  | Slalom    |
| 21. Dezember 1980 | Bormio            | Italien     | Slalom    |
| 14. Januar 1984   | Bad Gastein       | Österreich  | Slalom    |
| 1. Dezember 1984  | Courmayeur        | Italien     | Slalom    |